# Monte Pizzuta, Costa del Carpineto, Moarda
Monte Pizzuta, Costa del Carpineto, Moarda este o arie protejată (arie specială de conservare — SAC, sit de importanță comunitară — SCI) din Italia întinsă pe o suprafață de 1.949 ha, integral pe uscat.

## Localizare
Centrul sitului Monte Pizzuta, Costa del Carpineto, Moarda este situat la coordonatele 38°00′55″N 13°16′33″E / 38.015278°N 13.275833°E.

## Înființare
Situl Monte Pizzuta, Costa del Carpineto, Moarda a fost declarat sit de importanță comunitară în septembrie 1995 pentru a proteja 4 specii de plante și 51 de specii de animale. Situl a fost protejat și ca arie specială de conservare în martie 2017.

## Biodiversitate
Situată în ecoregiunea mediteraneană, aria protejată conține 13 habitate naturale: Peșteri inaccesibile publicului, Lacuri eutrofice naturale cu vegetație de tip Magnopotamion sau Hydrocharition, Tufărișuri termo-mediteraneene și de pre-deșert, Păduri de Quercus ilex și Quercus rotundifolia, Păduri de Castanea sativa, Pante stâncoase calcaroase cu vegetație casmofită, Grohotișuri termofile și vest-mediteraneene, Pseudostepă cu ierburi și specii anuale de Thero-Brachypodietea, Păduri de Quercus suber, Fânețe de joasă altitudine (Alopecurus pratensis, Sanguisorba officinalis), Iazuri temporare mediteraneene, Galerii de Salix alba și de Populus alba, Păduri de stejar alb estice.
La baza desemnării sitului se află mai multe specii protejate:
- plante (4): Dianthus rupicola, Leontodon siculus, Ophrys lunulata, Stipa austroitalica
- păsări (50): lăcar-de-lac (Acrocephalus scirpaceus), fluierar de munte (Actitis hypoleucos), pescăruș albastru (Alcedo atthis), fâsă de luncă (Anthus pratensis), lăstunul mare (Apus apus), Apus pallidus, Aquila fasciata, stârc cenușiu (Ardea cinerea), ciuf-de-pădure (Asio otus), ciocârlie-cu-degete-scurte (Calandrella brachydactyla), erete de stuf (Circus aeruginosus), erete cenușiu (Circus pygargus), șoim călător (Falco peregrinus), muscar-gulerat (Ficedula albicollis), muscar negru (Ficedula hypoleuca), cocor (Grus grus), acvilă pitică (Hieraaetus pennatus), frunzăriță galbenă (Hippolais icterina), capîntortură (Jynx torquilla), sfrâncioc cu cap roșu (Lanius senator), privighetoare (Luscinia megarhynchos), prigoare (Merops apiaster), gaia neagră (Milvus migrans), mierlă de piatră (Monticola saxatilis), codobatura galbenă (Motacilla flava), muscar sur (Muscicapa striata), vultur egiptean (Neophron percnopterus), pietrar mediteranean (Oenanthe hispanica), pietrar sur (Oenanthe oenanthe), grangur (Oriolus oriolus), ciuf-pitic (Otus scops), vultur pescar (Pandion haliaetus), viespar (Pernis apivorus), codroș de munte (Phoenicurus ochruros), pitulice de munte (Phylloscopus collybita), pitulice sfârâitoare (Phylloscopus sibilatrix), pitulice-fluierătoare (Phylloscopus trochilus), brumăriță de pădure (Prunella modularis), aușel cu cap galben (Regulus regulus), lăstun de mal (Riparia riparia), mărăcinar (Saxicola rubetra), sitar de pădure (Scolopax rusticola), scatiu (Spinus spinus), silvie cu cap negru (Sylvia atricapilla), silvie de zăvoi (Sylvia borin), silvie roșcată (Sylvia cantillans), silvie de câmp (Sylvia communis), Sylvia conspicillata, Tachymarptis melba, pupăză (Upupa epops)
- reptile (1): țestoasă bănățeană (Testudo hermanni)

Pe lângă speciile protejate, pe teritoriul sitului au mai fost identificate 96 de specii de plante, 10 specii de păsări, 3 specii de amfibieni, 1 specie de mamifere, 2 specii de reptile.